# Episodi di A Discovery of Witches - Il manoscritto delle streghe (terza stagione)
La terza e ultima stagione della serie televisiva A Discovery of Witches - Il manoscritto delle streghe (A Discovery of Witches), composta da sette episodi, è stata resa disponibile nel Regno Unito su Sky Box Sets e Now il 7 gennaio 2022 ed è andata in onda sul canale Sky Max dal 7 gennaio al 18 febbraio 2022.
In Italia, la stagione è stata trasmessa in prima visione sul canale satellitare Sky Serie dal 7 al 21 gennaio 2022.
| nº | Titolo originale | Pubblicazione UK | Prima TV Italia |
| -- | ---------------- | ---------------- | --------------- |
| 1  | Episode 1        | 7 gennaio 2022   | 7 gennaio 2022  |
| 2  | Episode 2        | 7 gennaio 2022   | 7 gennaio 2022  |
| 3  | Episode 3        | 7 gennaio 2022   | 14 gennaio 2022 |
| 4  | Episode 4        | 7 gennaio 2022   | 14 gennaio 2022 |
| 5  | Episode 5        | 7 gennaio 2022   | 21 gennaio 2022 |
| 6  | Episode 6        | 7 gennaio 2022   | 21 gennaio 2022 |
| 7  | Episode 7        | 7 gennaio 2022   | 21 gennaio 2022 |